# Selenops abyssus
Espèce
Selenops abyssus est une espèce d'araignées aranéomorphes de la famille des Selenopidae.

## Distribution
Cette espèce est endémique du Mexique. Elle se rencontre au Colima, au Jalisco, au Michoacán et au Nayarit jusqu'à 1 200 m d'altitude.

## Description
La femelle décrite par Corronca et Rodríguez en 2011 mesure 11,30 mm. Les femelles mesurent de 11,0 à 16,0 mm.

## Publication originale
- Muma, 1953 : A study of the spider family Selenopidae in North America, Central America, and the West Indies. American Museum novitates, no 1619, p. 1-55 (texte intégral).